# Monterey
|  | Per a altres significats, vegeu «Monterey (desambiguació)». |

Monterey (Monterrey en castellà, de Monterrei, poble de Galícia on va néixer Gaspar de Zúñiga, comte de Monterrey) és una ciutat situada a la Badia de Monterey, a la costa pacífica del centre de Califòrnia. El 2005, la població era de 30.641 habitants. Té importància la seva indústria pesquera. Va ser fundada per Gaspar de Portolà.

## Persones notables
- Jeremy Sumpter, actor.
- Tory Belleci